# 아스톨라트

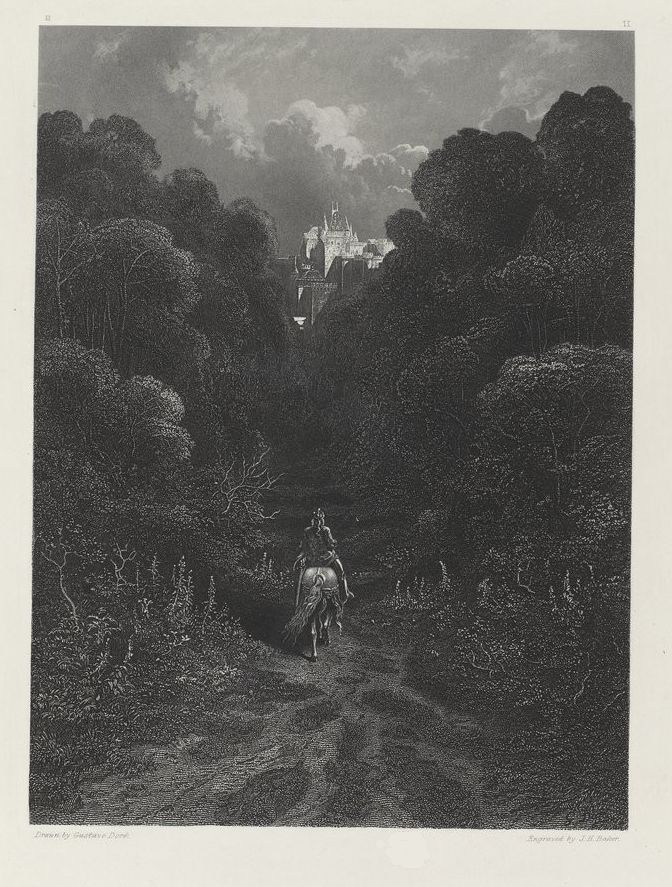
귀스타브 도레의 1867년 삽화. <아스톨라트로 가는 길>

아스톨라트(Astolat, /ˈæstəˌlæt, -ˌlɑːt/ )는 영국의 아서왕 전설에 등장하는 가상의 도시다. ‘아스톨라트의 순결한 처녀’라고 불리는 엘라인과 그녀의 아버지 버나드 경, 그리고 형제인 레바인과 티레가 산다고 전해진다.  
아스톨라트는 다른 문화에서 샬롯(Shalott)이라고도 불리는데, 이 이름은 앨프리드 테니슨의 시 〈샬롯의 여인〉에서 유래했다.  

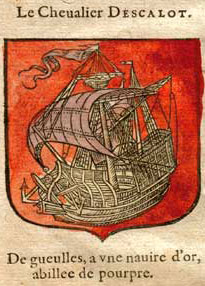
에스칼롯의 기사의 문장

토머스 맬러리 경의 책인 《아서 왕의 죽음(Le Morte d' Arthur)》의 9장에서는 서리 지방의 길드포드 지역을 전설상의 도시인 아스톨라트와 동일시하고 있다. 